# Exechia pavani
Exechia pavani är en tvåvingeart som beskrevs av Tollet 1959. Exechia pavani ingår i släktet Exechia och familjen svampmyggor. Inga underarter finns listade i Catalogue of Life.